# Inah Canabarro Lucas
Inah Canabarro Lucas (São Francisco de Assis, Río Grande del Sur; 8 de junio de 1908-Porto Alegre, Río Grande del Sur, 30 de abril de 2025), también conocida como Irmã Inah (Hermana Inah en portugués) fue una monja, profesora y supercentenaria brasileña conocida por ser la persona viva más longeva del mundo tras el fallecimiento de Tomiko Itooka el 29 de diciembre de 2024, además, fue la segunda brasileña, la tercera latinoamericana y la décima quinta persona más longeva de la historia y la última persona nacida en 1908 en morir.

## Biografía
Inah Canabarro Lucas nació en São Francisco de Assis, Estados Unidos del Brasil, el 8 de junio de 1908 aunque ella asegura haber nacido el 27 de mayo de ese año, fue una de los 7 hijos de Joao Antonio Lucas y Mariana Canabarro Lucas, por el lado materno es bisnieta del militar Brasileño David Canabarro, su hermano menor, Rube Canabarro Lucas (1909-1987) también se dedicó a la milicia, su padre falleció el 4 de julio de 1923 mientras combatía como voluntario en contra del entonces gobernador de Río Grande del Sur, Borges de Medeiros, esto en el contexto de la Revolución brasileña de 1923.
Estudió en el internado Santa Teresa de Jesús, en Santana do Livramento y en 1928 se trasladó a Uruguay en donde se convirtió en novicia y posteriormente en Monja, dos años después regresó a Brasil para dar clases de portugués y matemáticas en una escuela del barrio riojanereinse de Tijuca, a principios de los años 1940 regresó a Santana do Livramento para continuar su trabajo como profesora.

### Longevidad
El 16 de octubre de 2017, con 109 años y 130 días se convirtió en la monja viva más longeva de Brasil tras la muerte de la brasileña Luzia Morhs.
El 27 de mayo de 2018 celebró su cumpleaños 110 en la casa provincial Santa Teresa de Jesús en Porto Alegre, lugar donde residía, en esa ocasión atribuyó su longevidad a la «voluntad de Dios» y además recibió un mensaje del papa Francisco felicitándola por haber alcanzado esa edad.
Un año después, en su cumpleaños 111, el equipo de fútbol Sport Club Internacional le organizó una fiesta en la que le regalaron un pastel con forma del estadio Beira-Río, una manta, una camiseta y otros accesorios alusivos al equipo.
El 25 de enero de 2021, con 112 años y 231 días, recibió la primera dosis de la Vacuna contra la COVID-19 convirtiéndose en una de las personas más longevas del mundo en recibirla.
El 2 de enero de 2022, con 113 años y 208 días, superó la edad de Luzia Mohrs convirtiéndose en la decimoprimera brasileña más longeva de la historia y en la monja brasileña más longeva de la historia, un año después, el 17 de enero de 2023, tras la muerte de la francesa Lucile Randon, se convirtió en la monja viva más longeva del mundo.
El 23 de enero de 2022, con 113 años y 229 días, se convirtió en la persona viva más longeva de Brasil tras el fallecimiento de Antônia da Santa Cruz. El 30 de julio de 2022, con 114 años y 52 días, se convirtió en la persona viva más longeva de Latinoamérica tras el fallecimiento de la Colombiana Sofía Rojas.
El 6 de agosto de 2022, con 114 años y 59 días, su edad fue válida por el Gerontology Research Group, al momento de su muerte ocupaba el primer lugar como la persona viva más longeva del mundo, puesto que consiguió tras el fallecimiento de la japonesa Tomiko Itooka el 29 de diciembre de 2024, este suceso también la convirtió en la última persona viva verificada nacida en 1908.
El 19 de diciembre de 2022, con 114 años y 194 días ingresó al top 100 de las personas verificadas más longevas de la historia.
El 16 de abril de 2023, con 114 años y 312 días superó la edad del venezolano Juan Vicente Pérez convirtiéndose en la décima persona latinoamericana más longeva de la historia, 22 de mayo de 2023, con 114 años y 348 días superó la edad de su compatriota Maria Gomes Valentim convirtiéndose así tanto en la novena persona latinoamericana más longeva de la historia como en la quinta brasileña más longeva de la historia. El 26 de mayo de ese año, con 114 años y 352 días se convirtió en la octava latinoamericana más longeva de la historia al superar la edad de la colombiana Sofía Rojas, ocho días después superó la edad de su compatriota Diolinda Maria da Conceição volviéndose así la cuarta brasileña y la séptima latinoamericana más longeva de la historia.
El 8 de junio de 2023, en su cumpleaños 115, le fue otorgada una placa por parte del corresponsal del Gerontology Research Group en Brasil, Angelo Jose Goncalves Bos, que la acreditó como la persona viva más longeva de Sudamérica además de destacarla como la quinta sudamericana en alcanzar dicha edad después de María Heredia Lecaro, Francisca Celsa dos Santos, Antônia da Santa Cruz y Casilda Benegas.
El 29 de agosto de 2023, con 115 años y 82 días, superó la edad de la argentina Casilda Benegas, volviéndose la sexta latinoamericana más longeva de la historia, el 12 de noviembre de ese mismo año, con 115 años y 157 días alcanzó la quinta posición al superar la edad de Emiliano Mercado del Toro.
El 7 de septiembre de 2024, con 116 años y 91 días superó la edad de la italiana Maria Giuseppa Robucci convirtiéndose en la vigésimo quinta persona más longeva de la historia, diez días después llegó a la vigésimo cuarta posición al superar la edad de la estadounidense Besse Cooper. El 5 de octubre de 2024 escaló a la vigésimo tercera posición al superar, con 116 años y 119 días, la edad de la estadounidense Elizabeth Bolden, diez días después escaló un puesto más al superar la edad de la francesa Jeanne Bot.
El 1 de diciembre de 2024, con 116 años y 176 días, se convirtió en la vigésimo primera persona más longeva de la historia al superar a la japonesa Tane Ikai. El 15 de enero de 2025, con 116 años y 221 superó la edad de la japonesa Tomiko Itooka convirtiéndose en la vigésima persona más longeva de la historia, cuatro días después superó la edad de su compatriota Antônia da Santa Cruz convirtiéndose en la decimonovena persona, la tercera brasileña y la cuarta latinoamericana más longeva de la historia. El 26 de enero de 2025, con 116 años y 232 días, superó la edad de la japonesa Fusa Tatsumi convirtiéndose en la décima octava persona más longeva de la historia.
El 8 de marzo de 2025, con 116 años y 273 días superó la edad de su compatriota Júlia Maria Francisca Simão convirtiéndose en la decimoséptima persona, la segunda brasileña y la tercera latinoamericana más longeva de la historia. El 16 de abril de 2025, con 116 años y 312 días superó la edad de Susannah Mushatt Jones convirtiéndose en la decimoquinta persona mas longeva de la historia.

### Vida personal
En mayo de 2022, cerca de su cumpleaños 114, fue internada en el hospital Mãe de Deus, en Porto Alegre, lo que interrumpió la celebración del mismo, sin embargo fue dada de alta el mes siguiente.
El 27 de julio de 2022 le fue otorgado el título de inmortal por la Academia Luso-Brasileña de Letras de Río Grande del Sur, título ofrecido a personalidades de reconocido valor intelectual que apoyen, alienten o promuevan el avance de la asociación y la comunidad luso-brasileña.
En octubre de 2022, mientras estaba hospitalizada, contrajo COVID-19, enfermedad de la que se recuperó el mes siguiente, lo que la convirtió en una de las sobrevivientes más longevas a esa enfermedad.

## Fallecimiento
Inah Canabarro Lucas falleció el 30 de abril de 2025, a la edad de 116 años y 326 días, en el Hogar Santo Enrique de Ossó de las Hermanas Teresianas de Brasil, una orden de Carmelitas Descalzas.
Tras su fallecimiento, Ethel Caterham, del Reino Unido, se convirtió en la persona viva de mayor edad del mundo. Caterham nació en 1909, Canabarro fue la última persona viva nacida en 1908.
Fue la segunda monja de mayor edad de la historia, después de Lucile Randon.